# هنري سيجودو
هنري كارلوس سيجودو (بالإسبانية: Henry Carlos Cejudo؛ مواليد 9 فبراير 1987) هو مُقاتل فنون قتالية مختلطة أمريكي محترف ومصارع محترف. وهو بطل يو إف سي لوزن الذبابة ووزن الديك السابق. هو رابع مقاتل في يو إف سي يحمل ألقاب في فئتين مختلفتين من الوزن في وقت واحد، والثاني الذي دافع عن الألقاب في فئتين وزنية مختلفين. سيجودو هو أيضًا الشخص الوحيد الذي فاز بميدالية ذهبية أولمبية كمصارع وحزام يو إف سي. يعتبر من بين أعظم الرياضيين القتاليين في التاريخ بسبب إنجازاته في فنون القتال المختلطة والمصارعة الحرة.
خلال مسيرته في المصارعة، نافس سيجودو بوزن 55 كجم وأصبح صاحب أصغر ميدالية ذهبية أولمبية أمريكية في تاريخ المصارعة في ذلك الوقت، وفاز بدورة الألعاب الأولمبية الصيفية لعام 2008 عن عمر يناهز 21 عامًا. في حلبة المصارعة الحرة على المستوى الأول، كان أيضًا بطل ألعاب عموم أمريكا لعام 2007، بالإضافة إلى بطل أمريكا القاري لعدة مرات وبطل الولايات المتحدة الوطني.
اعتبارًا من 9 مايو 2023، احتل المرتبة الثالثة في تصنيفات يو إف سي لوزن الديك.

## مسيرته في فنون القتال المختلطة

### بدايته
في 30 يناير 2013، أعلن سيجودو على صفحته على تويتر أنه يخطط لبدء التدريب على مسيرته في فنون القتال المختلطة. وعلى الرغم من المصارعة بوزن 121 رطلاً خلال مسيرته في المصارعة، قاتل سيجودو بوزن 135 رطلاً في أول ظهور له في فنون القتال المختلطة. هزم مايكل بو بالضربة الفنية القاضية باللكمات في أول ظهور له في فنون القتال المختلطة في 2 مارس 2013، لصالح الاتحاد العالمي للقتال ومقره أريزونا.
على مدار العام التالي، حقق سيجودو رصيد بلغ 6–0 مع ثلاثة انتصارات بالضربة الفنية القاضية، وواحدة بالإخضاع، واثنان بقرار القضاة. قبل التوقيع مع يو إف سي، تم إدراج سيجودو باعتباره المصنف الأول في فئة وزن الديك في تقرير آفاق الفنون القتالية المختلطة لعام 2013.

### يو إف سي
في 25 يوليو 2014، وقع سيجودو مع يو إف سي. وهو ثالث مصارع حائز على الميدالية الذهبية الأولمبية في تاريخ المنظمة، بعد مارك شولتز وكيفن جاكسون. كان من المتوقع أن يواجه سيجودو سكوت يورجنسن في 30 أغسطس 2014، في حدث يو إف سي 177. ومع ذلك، بسبب مشاكل طبية في يوم الميزان، أُجبر سيجودو على الخروج من النزال وتم إلغاء النزال لاحقًا. في ضوء هذا، وتاريخه في الإخفاق بالوزن، قال الرئيس دانا وايت إن سيجودو يجب أن ينتقل إلى وزن الديك أو يترك يو إف سي.
في 16 سبتمبر 2015، أعلن سيجودو أنه سيرفض القتال في نيفادا بعد أن أوقفت لجنة ولاية نيفادا الرياضية نيك دياز وغرمته بعد فشله في اختبار المنشطات في يو إف سي 182. استشهد سيجودو بعملية لجنة ولاية نيفادا الرياضية في تحديد ذنب دياز كسبب للمقاطعة. على الرغم من عدم وجود تغيير في إجراءات لجنة ولاية نيفادا الرياضية، أنهى سيجودو مقاطعته لنيفادا في مواجهة بطل يو إف سي لوزن الذبابة ديمتريوس جونسون في 23 أبريل 2016، في حدث يو إف سي 197 على لقب وزن الذبابة. خسر النزال بالضربة الفنية القاضية في الجولة الأولى، حيث تم إسقاطه بمجموعة متنوعة من الضربات.

#### بطل وزن الذبابة
بعد عامين من التحدي على لقب وزن الذبابة في يو إف سي، أعاد هنري سيجودو النزال مع جونسون في الحدث الرئيسي المشترك في يو إف سي 227 في 4 أغسطس 2018. فاز سيجودو في نزال ذهابًا وإيابًا بقرار القضاة المنقسم ليصبح ثاني بطل في يو إف سي لوزن الذبابة وأول حائز على الميدالية الذهبية الأولمبية يفوز ببطولة فئة في يو إف سي. نال هذا النزال مكافأة قتال الليلة. 13 من أصل 25 وسيلة إعلامية سجلت نتيجة المباراة لصالح سيجودو، بينما سجلتها 12 وسيلة إعلامية لصالح جونسون.
في نوفمبر 2018، كشف سيجودو أنه وقع عقدًا لخوض ست نزالات مع يو إف سي.
بطل مزدوج
في 9 أبريل 2019، أعلنت وكالة مكافحة المنشطات بالولايات المتحدة أن ديلاشو ثبتت إيجابية اختباره لهرمون إريثروبويتين في فحوصات ما قبل وبعد النزال وتم إيقافه لمدة عامين. واجه سيجودو مارلون مورايس في 8 يونيو 2019 في حدث يو إف سي 238 على لقب بطولة يو إف سي لوزن الديك الشاغر. فاز بالنزال بالضربة الفنية القاضية في الجولة الثالثة. جعل هذا الفوز سيجودو المقاتل الرابع الذي يحمل بطولتين في وقت واحد في فئتين وزنية مختلفة في يو إف سي، وحصل على مكافأة أداء الليلة. تم الكشف لاحقًا عن أن سيجودو عانى من التواء في الكاحل قبل أيام قليلة من النزال، مما تطلب العلاج حتى يتمكن من المنافسة. في ديسمبر 2019، وافق سيجودو على التخلي عن لقب يو إف سي لوزن الذبابة من أجل التركيز على فئة وزن الديك. أصبح سيجودو غير نشط حتى عام 2020 بسبب إصابة في الكتف.
خلال المقابلة التي تلت النزال أعلن سيجودو اعتزاله القتال الاحترافي. قوبل الإعلان ببعض الشكوك، حيث ذكر العديد من المعلقين والمقاتلين في يو إف سي رأيهم بأن سيجودو كان يستخدم الإعلان كحيلة للتفاوض على العقد. في 24 مايو، ألغت يو إف سي رسميًا لقب يو إف سي لوزن الديك وأزالت اسم سيجودو من تصنيفاتها، بناءً على إعلان اعتزاله.

#### العودة من الاعتزال
بعد ما يقرب من ثلاث سنوات منذ آخر نزال له، واجه سيجودو ألجامين ستيرلينغ في 6 مايو 2023 في حدث يو إف سي 288 على لقب بطولة يو إف سي لوزن الديك. خسر النزال المتقارب بقرار القضاة المنقسم. سجلت 21 من 23 وسيلة إعلامية لفنون القتال المختلطة النزال لصالح ستيرلينغ، بينما سجلتها 2 لصالح سيجودو.
كان من المقرر أن يواجه سيجودو مارلون فيرا في 19 أغسطس 2023، في حدث يو إف سي 292. ومع ذلك، انسحب سيجودو في أواخر يونيو بسبب إصابة في الكتف، وتم استبداله ببيدرو مونهوز.
واجه سيجودو ميراب دفاليشفيلي في 17 فبراير 2024، في حدث يو إف سي 298. بعد ثلاث جولات، هُزم سيجودو بقرار القضاة بالإجماع.

## حياته الشخصية
سيجودو وزوجته لديهما طفلان.

## البطولات والإنجازات

### فنون القتال المختلطة
- يو إف سي
  - بطولة يو إف سي لوزن الديك (مرة واحدة)
    - دفاع ناجح عن اللقب

  - بطولة يو إف سي لوزن الذبابة (مرة واحدة)
    - دفاع ناجح عن اللقب

  - البطل السابع في فئتين في تاريخ يو إف سي
  - البطل الرابع في فئتين متزامنتين
  - قتال الليلة (مرة واحدة) ضد ديمتريوس جونسون[54]
  - أداء الليلة (ثلاث مرات) ضد ويلسون ريس، تي جاي ديلاشاو، ومارلون مورايس[55][56][57]
- إم إم إيه جونكي
  - مفاجأة العام 2018 ضد ديمتريوس جونسون[58]
  - قتال شهر يونيو 2019 ضد مارلون مورايس[59]
- إم إم إيه فايتينغ
  - مفاجأة العام 2018 ضد ديمتريوس جونسون[60]
- إم إم إيه ويكلي
  - مفاجأة العام 2018 ضد ديمتريوس جونسون[61]

### المصارعة الحرة
- قاعة المشاهير الوطنية للمصارعة
  - عضو مميز، مُكرَّم في 2018

2011
- تحدي هنري ديجلين
- بطولة سانكيست الدولية المفتوحة للأطفال

2008
- الألعاب الأولمبية الصيفية (55 كغ)
- بطولة عموم أمريكا (55 كغ)
- US Olympic Team Trials (55 كغ)
- بطولة الولايات المتحدة الوطنية للمستوى العالي (55 كغ)
- الفائز بجائزة جون سميث[62]

2007
- دورة الألعاب الأمريكية (55 كغ)
- بطولة عموم أمريكا
- تجارب فريق الولايات المتحدة العالمية (55 كغ)
- بطولة الولايات المتحدة الوطنية للمستوى العالي (55 كغ)

2006
- بطولة عموم أمريكا
- تجارب فريق الولايات المتحدة العالمية (55 كغ)
- بطولة الولايات المتحدة الوطنية للمستوى العالي (55 كغ)

## سجل فنون القتال المختلطة
| السجل المهني |        |         |
| 20 نزال      | 16 فوز | 4 خسارة |
| ضربة قاضية   | 8      | 1       |
| قرار القضاة  | 8      | 3       |

| النتيجة | السجل | الخصم            | الطريقة                            | الحدث                                                       | التاريخ        | الجولة | الوقت | المكان                                    | الملاحظات |
| ------- | ----- | ---------------- | ---------------------------------- | ----------------------------------------------------------- | -------------- | ------ | ----- | ----------------------------------------- | --- |
| خسر     | 16–4  | ميراب دفاليشفيلي | قرار القضاة (بالإجماع)             | يو إف سي 298                                                | 17 فبراير 2024 | 3      | 5:00  | آناهايم، كاليفورنيا، الولايات المتحدة     | |
| خسر     | 16–3  | ألجامين ستيرلينغ | قرار الحكام (بالانقسام)            | يو إف سي 288                                                | 6 مايو 2023    | 5      | 5:00  | نيوآرك، نيو جيرسي، الولايات المتحدة       | على لقب بطولة يو إف سي لوزن الديك. |
| فاز     | 16–2  | دومينيك كروز     | ضربة فنية قاضية (بالركبة واللكمات) | يو إف سي 249                                                | 9 مايو 2020    | 2      | 4:58  | جاكسونفيل، فلوريدا، الولايات المتحدة      | دافع عن بطولة يو إف سي لوزن الديك. تخلى سيجودو عن اللقب في 24 مايو 2020 بعد اعتزاله.                                                                                             |
| فاز     | 15–2  | مارلون مورايس    | ضربة فنية قاضية (باللكمات)         | يو إف سي 238                                                | 8 يونيو 2019   | 3      | 4:51  | شيكاغو، إلينوي، الولايات المتحدة          | فاز بلقب بطولة يو إف سي لوزن الديك الشاغر. أداء الليلة. |
| فاز     | 14–2  | تي جاي ديلاشاو   | ضربة فنية قاضية (باللكمات)         | يو إف سي ليلة القتال: سيهودو ضد ديلاشو                      | 19 يناير 2019  | 1      | 0:32  | بروكلين، نيويورك، الولايات المتحدة        | دافع عن بطولة يو إف سي لوزن الذبابة. أداء الليلة. تم اختبار ديلاشاو بشكل إيجابي في اختبارات المنشطات قبل وبعد القتال بمادة إريثروبويتين. تخلى سيجودو عن اللقب في 29 فبراير 2020. |
| فاز     | 13–2  | ديمتريوس جونسون  | قرار الحكام (بالانقسام)            | يو إف سي 227                                                | 4 أغسطس 2018   | 5      | 5:00  | لوس أنجلوس، كاليفورنيا، الولايات المتحدة  | فاز بلقب بطولة يو إف سي لوزن الذبابة. نزال الليلة. |
| فاز     | 12–2  | سيرجيو بيتيس     | قرار الحكام (بالإجماع)             | يو إف سي 218                                                | 2 ديسمبر 2017  | 3      | 5:00  | ديترويت، ميشيغان، الولايات المتحدة        | |
| فاز     | 11–2  | ويلسون ريس       | ضربة فنية قاضية (باللكمات)         | يو إف سي 215                                                | 9 سبتمبر 2017  | 2      | 0:25  | إدمونتون، ألبرتا، كندا                    | أداء الليلة. |
| خسر     | 10–2  | جوزيف بينافيدز   | قرار الحكام (بالانقسام)            | المقاتل النهائي: بطولة الأبطال النهائية                     | 3 ديسمبر 2016  | 3      | 5:00  | لاس فيغاس، نيفادا، الولايات المتحدة       | تم خصم سيجودو نقطة واحدة في الجولة 1 بسبب الضربات المنخفضة المتكررة. |
| خسر     | 10–1  | ديمتريوس جونسون  | ضربة فنية قاضية (بالركب على الجسم) | يو إف سي 197                                                | 23 أبريل 2016  | 1      | 2:49  | لاس فيغاس، نيفادا، الولايات المتحدة       | على لقب بطولة يو إف سي لوزن الذبابة. |
| فاز     | 10–0  | خوسيه فورميغا    | قرار الحكام (بالانقسام)            | نهائي المقاتل النهائي لأمريكا اللاتينية 2: ماغني ضد غاستلوم | 21 نوفمبر 2015 | 3      | 5:00  | مونتيري، المكسيك                          | |
| فاز     | 9–0   | شيكو كامو        | قرار الحكام (بالإجماع)             | يو إف سي 188                                                | 13 يونيو 2015  | 3      | 5:00  | مدينة مكسيكو، المكسيك                     | |
| فاز     | 8–0   | كريس كارياسو     | قرار الحكام (بالإجماع)             | يو إف سي 185                                                | 14 مارس 2015   | 3      | 5:00  | دالاس، تكساس، الولايات المتحدة            | عاد إلى وزن الذبابة. |
| فاز     | 7–0   | داستين كيمورا    | قرار الحكام (بالإجماع)             | دوس سانتوس ضد ميوتيتش                                       | 13 ديسمبر 2014 | 3      | 5:00  | فينيكس، أريزونا، الولايات المتحدة         | عاد إلى وزن الديك. |
| فاز     | 6–0   | إلياس غارسيا     | قرار الحكام (بالإجماع)             | الإرث إف سي 27                                              | 31 يناير 2014  | 3      | 5:00  | هيوستن، تكساس، الولايات المتحدة           | أول ظهور في وزن الذبابة؛ أخفق سيجودو بالوزن (128.5 رطل). |
| فاز     | 5–0   | ريان هوليس       | قرار الحكام (بالإجماع)             | الإرث إف سي 24                                              | 11 أكتوبر 2013 | 3      | 5:00  | دالاس، تكساس، الولايات المتحدة            | نزال في الوزن الغير مقيد (128 رطل). |
| فاز     | 4–0   | ميغيليتو مارتي   | ضربة فنية قاضية (باللكمات)         | تحدي المصارع: الحلم الأمريكي                                | 18 مايو 2013   | 1      | 1:43  | لينكون، كاليفورنيا، الولايات المتحدة      | |
| فاز     | 3–0   | أنتوني سيشنز     | ضربة فنية قاضية (باللكمات)         | دبليو إف إف 10: سيجودو ضد سيشنز                             | 19 أبريل 2013  | 1      | 4:23  | تشاندلر، أريزونا، الولايات المتحدة        | فاز بلقب بطولة دبليو إف إف لوزن الديك الشاغر. |
| فاز     | 2–0   | شون هنري بارنيت  | ضربة فنية قاضية (باللكمات)         | تحدي المصارع: ساحة المعركة                                  | 24 مارس 2013   | 1      | 4:55  | سان جاسينتو، كاليفورنيا، الولايات المتحدة | |
| فاز     | 1–0   | مايكل بو         | ضربة فنية قاضية (إخضاع باللكمات)   | دبليو إف إف إم إم أيه: باسكوا ياكي يحارب 4                  | 2 مارس 2013    | 1      | 1:25  | توسان، أريزونا، الولايات المتحدة          | أول ظهور في وزن الديك. |

## نزالات الدفع مقابل المشاهدة
| #  | الحدث        | النزال             | التاريخ      | المكان       | المدينة                             | المبلغ  |
| -- | ------------ | ------------------ | ------------ | ------------ | ----------------------------------- | ------- |
| 1. | يو إف سي 238 | سيجودو ضد مورايس   | 8 يونيو 2019 | يونايتد سنتر | شيكاغو، إلينوي، الولايات المتحدة    | لم يكشف |
| 2. | يو إف سي 288 | ستيرلينغ ضد سيجودو | 6 مايو 2023  | مركز الحصافة | نيوآرك، نيو جيرسي، الولايات المتحدة | لم يكشف |

## الملاحظات
1. ↑  كان كيفن جاكسون أول حائز على الميدالية الذهبية الأولمبية يفوز ببطولة في يو إف سي بفوزه ببطولة يو إف سي 14.[29]

## وصلات خارجية
- هنري سيجودو على موقع يو إف سي (الإنجليزية)
- هنري سيجودو على موقع شيردوغ (الإنجليزية)
- هنري سيجودو على موقع قاعدة بيانات المصارعة الدولية (الإنجليزية)
- هنري سيجودو على موقع أوليمبيديا (الإنجليزية)
- هنري سيجودو على موقع IMDb (الإنجليزية)
- هنري سيجودو على موقع قاعدة بيانات الفيلم (الإنجليزية)